# 브룩필드 자산운용
브룩필드 자산운용(Brookfield Asset Management Inc.)은 대체자산 운용사이다. 운용 자산은 대략 $3천3백억이며, 주력 투자 분야는 부동산, 재생 에너지(renewable power), 사회기반시설, 사모펀드이다. 본사는 토론토에 위치해 있고, 뉴욕, 런던, 리우데자네이루, 시드니등에 지 사를 두고 있다.

## 역사
1899년 상파울루 철도, 전기 회사(São Paulo Tramway, Light and Power Company)라는 이름으로 윌리엄 맥킨지(William Mackenzie)와 프레드릭 피어슨(Frederick Stark Pearson)이 설립했다. 전기 및 운송 기반시설을 건설하고 관리하는 사업을 했다.
1966년에 브라질 견인, 전기 회사 (Brazilian Traction, Light and Power Company) 가 브라질 전기 회사(Brazilian Light and Power Company)로 사명이 바뀌었고, 다시 1969년에는 브래스칸(Brascan Limited)으로 변경하였다. 브래스칸은 "브라질(Brasil)"과 "캐나다(Canada)"의 합성어이다.
2018년 8월에, 브룩필드는 파산한 대형 원자로 제조사인 웨스팅하우스(Westinghouse Electric Company)를 $46억에 인수했으며,  2019년 3월 13일에, 오크트리 캐피탈(Oaktree Capital Management) 인수를 발표함에 따라 세계 최대 대체 금융 운용사 중 하나로 거듭나게 된다.

## 재무 상태
2018 회계연도에, 브룩필드 자산운용은 US$35억8천4백만의 실적을 보고했으며, 연 매출액은 US$567억7천1백만으로 직전 회계연도 대비 39.2% 증가했다. 브룩필드 자산운용의 주식은 주당 $38를 상회하여 거래되며, 시가총액은 2018년 11월에 US$408억을 초과했다.